# 舍讷雷耶
舍讷雷耶（法語：Chenereilles，法語發音：[ʃənəʁɛj]）是法国卢瓦尔省的一个市镇，属于蒙布里松区。

## 地理
舍讷雷耶（45°29'3"N, 4°4'45"E）面积8.97 平方千米，位于法国奥弗涅-罗讷-阿尔卑斯大区卢瓦尔省，该省份为法国中南部省份，北起顺时针与索恩-卢瓦尔省、罗讷省、伊泽尔省、阿尔代什省、上盧瓦爾省、多姆山省和阿列省接壤。
与舍讷雷耶接壤的市镇（或旧市镇、城区）包括：布瓦塞-圣普列斯特、吕列克、马罗勒、佩里尼厄、圣让索莱米约、福雷地区圣马塞兰、索莱米约。

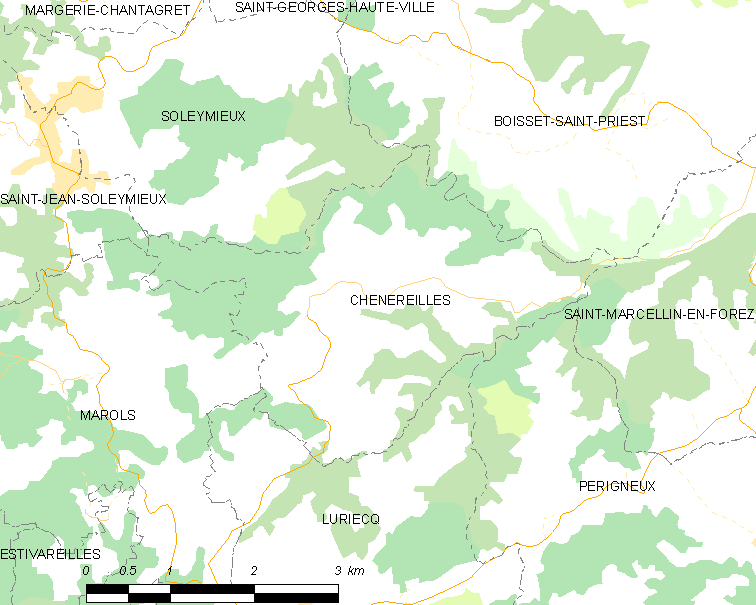
舍讷雷耶的OSM定位图

舍讷雷耶的时区为UTC+01:00、UTC+02:00（夏令时）。

## 行政
舍讷雷耶的邮政编码为42560，INSEE市镇编码为42060。

## 政治
舍讷雷耶所属的省级选区为蒙布里松县。

## 人口

1962-2008年间舍讷雷耶人口变化图示

舍讷雷耶于2022年1月1日时的人口数量为536人。